# Internationaux de Nouvelle-Calédonie 2025
Gli Internationaux de Nouvelle-Calédonie 2025 sono stati un torneo maschile di tennis professionistico. È stata la 20ª edizione del torneo, facente parte della categoria Challenger 100 nell'ambito dell'ATP Challenger Tour 2024, con un montepremi di 160 000 $. Si è giocato dal 30 dicembre 2024 al 4 gennaio 2025 sui campi in cemento del Complexe tennistique municipal "Marie-Louise Lhuillier" di Nouméa, in Nuova Caledonia.

## Partecipanti

### Teste di serie
| Nazionalità | Giocatore          | Ranking* | Testa di serie |
| ----------- | ------------------ | -------- | -------------- |
| Francia     | Adrian Mannarino   | 66       | 1              |
| Ungheria    | Márton Fucsovics   | 104      | 2              |
| Paesi Bassi | Jesper de Jong     | 112      | 3              |
| Monaco      | Valentin Vacherot  | 140      | 4              |
| Danimarca   | Elmer Møller       | 160      | 5              |
| Austria     | Jurij Rodionov     | 175      | 6              |
| Paesi Bassi | Gijs Brouwer       | 177      | 7              |
| Francia     | Constant Lestienne | 188      | 8              |

* Ranking al 23 dicembre 2024.

### Altri partecipanti
I seguenti giocatori hanno ricevuto una wild card per il tabellone principale:
- Charlie Camus
- Heremana Courte
- Benoît Paire

I seguenti giocatori sono passati dalle qualificazioni:
- Blake Bayldon
- Liam Branger
- Jake Delaney
- Shinji Hazawa
- Kosuke Ogura
- Francisco Cabral

## Punti e montepremi
| Torneo    | Torneo              | V      | F      | SF    | QF    | 2T    | 1T    | Q | Q2  | Q1  |
| Singolare | Punti               | 100    | 50     | 25    | 14    | 7     | 0     | 4 | 2   | 0   |
| Singolare | Premi in denaro ($) | 17 650 | 10 380 | 6 140 | 3 570 | 2 105 | 1 270 | – | 635 | 320 |
| Doppio    | Punti               | 100    | 50     | 25    | 14    | –     | 0     | – | –   | –   |
| Doppio    | Premi in denaro ($) | 7 590  | 4 400  | 2 645 | 1 570 | –     | 880   | – | –   | –   |

## Campioni

### Singolare
Shintarō Mochizuki ha sconfitto in finale  Moerani Bouzige con il punteggio di 6–1, 6–3.

### Doppio
Blake Bayldon /   Colin Sinclair hanno sconfitto in finale  Ryuki Matsuda /  Ryotaro Taguchi con il punteggio di 6–3, 7–5.